# Чувства Анны
«Чу́вства А́нны» — российский художественный фильм режиссёра Анны Меликян, снятый в жанре научно-фантастической драмы по сценарию, написанному совместно с Николаем Желудовичем и Андреем Мигачевым. В центре сюжета — история Анны, работницы Пермской кондитерской фабрики, которая начинает слышать голоса и записывать послания, адресованные человечеству.
Премьерный показ фильма состоялся 11 сентября 2023 года в рамках внеконкурсной программы II фестиваля онлайн-кинотеатров «Новый сезон» в Сочи, во всероссийский прокат фильм вышел 9 ноября 2023 года.

## Сюжет
Действие фильма разворачивается в наши дни. В мире продолжается эпидемия опасного вируса, угрожающего исчезновению человечества. Каждый день в больницу попадают люди, заражённые вирусом, количество смертей растёт.
Работница кондитерской фабрики в Перми, Анна, живёт с мужем и двумя детьми. В новостных выпусках сообщается о запуске эксперимента по колонизации Марса. В один момент, Анна получает удар электрического тока от повреждённого электропровода. В результате она начинает слышать инопланетные голоса. Это состояние приводит её к бессоннице, и Анна начинает записывать сообщения, которые она слышит под диктовку.
Сообщения, которые поступают от инопланетной цивилизации, содержат призывы к человеческой любви и к прекращению колонизации Марса для предотвращения полного уничтожения человечества. Анна начинает записывать видеообращения, в которых зачитывает эти послания, и публикует их в Интернет. Её ролики с обращениями к человечеству делают Анну популярной с начала на региональном, а затем на международном уровне, что привлекает внимание журналистов местной телекомпании и членов клуба «Аномалия», которые зовут её для проведения с ней заседаний.
Компания приглашает Анну на экспедицию в деревню, в которой, по слухам, остались следы контакта с инопланетянами. Она отказывается от поездки, но соглашается встретиться с писателем, запланировавшим написать книгу о предсказаниях человечеству. На фабрику приезжают журналисты, чтобы взять интервью у Анны, которая читает свои записи. Незнакомка обращается к ней с просьбой излечить мужа от алкоголизма, на что та реагирует отказом. Анна посещает писателя чтобы уловить «сигналы» его вдохновения, однако ей мешает шум лифта. Между ними возникает любовь и автор называет её «сладкой женщиной».
Сын Анны, Лёша, случайно застаёт мать с её любовником во время прямой трансляции, что привело к насмешкам со стороны журналистов. Это привело к тому, что Сергей забирает своих детей и покидает Анну. Галя решает воспользоваться этой ситуацией, выдавая себя за «контактёра», что приводит к драке между ней и Анной. Любовник отказывается продолжать отношения с Анной, которая признаётся в утрате способности слышать голоса.
Незнакомка предлагает Анне посетить Молёбский треугольник, думая, что он вернёт ей голоса. Потеряв связь с реальностью, Анна решает изменить имидж. Надев шубу на голое тело, она посещает любовника, который, обнюхав её, говорит ей, что она «пахнет трупом». По прибытии в аномальную зону, Анна, подходя к памятнику инопланетянину, пытается помочь мужчине излечиться от алкогольной зависимости. Встречаясь с телеведущей вечером, она узнаёт, что репортажи про колонизацию Марса представляют собой шоу. На следующий день Анна сообщает всем своим коллегам о предстоящей смерти и просит прощения у мужа на фоне вылета космических колонистов на Марс.

## В ролях
| Актёр                   | Роль                           |
| ----------------------- | ------------------------------ |
| Анна Михалкова          | Анна                           |
| Тимофей Трибунцев       | Сергей                         |
| Екатерина Новокрещенова | Лана                           |
| Екатерина Андреева      | телеведущая                    |
| Денис Сладков           | батюшка                        |
| Евгений Пилипенко       | сосед                          |
| Валерия Островская      | корреспондентка                |
| Василий Никитин         | репортёр                       |
| Ксения Тишкова          | сотрудница                     |
| Игорь Щипакин           | корреспондент                  |
| Ян Решетников           | Толя                           |
| Тимур Ямалеев           | священник                      |
| Роман Квашнин           | чиновник ФСБ                   |
| Фёдор Бутин             | сын Анны                       |
| Маргарита Зубарева      | Вера                           |
| Дарья Пескова           | бесноватая                     |
| Анастасия Мунина        | журналистка                    |
| Евгений Кононов         | алкоголик                      |
| Ирина Фомина            | работница кондитерской фабрики |
| Алексей Фляжников       | космонавт                      |

## Производство
Съёмки начались в феврале 2022 года в городе Зеленограде, где находился Московский институт электронной техники, преобразованный в Пермскую кондитерскую фабрику. Дополнительные съёмки также проходили в Перми на территории настоящей кондитерской фабрики. По словам режиссёра Анны Меликян, источником вдохновения послужила Молёбская аномальная зона в Пермском крае, которую, по легендам, посещала внеземная цивилизация. Съёмочный процесс завершился в апреле 2022 года.
В интервью изданию «РБК Life» режиссёр Анна Меликян рассказала, что актёры Олег Ягодин и Анна Михалкова отреагировали на предложение о съёмках сцен с обнажением по-разному: «Олег легко согласился, а Ане было сложнее».

Ей далось это нелегко, она ведь никогда раньше ничего подобного в кино не делала. При этом Аня абсолютно командный игрок, и она всегда нацелена на результат. И, как умная актриса, она понимала, что это не мой эротический каприз — раздеть её, а важная сцена полнейшего падения героини. Она должна быть в ней обнаженной. Она это понимала и поэтому пошла на это.

Изначально режиссёр планировала снимать фильм в цвете, однако за неделю до съёмок его пришлось снимать в чёрно-белом формате из-за погоды. Посмотрев финальный вариант, Меликян решила, что чёрно-белое изображение «отлично передаёт фильму ощущения безвременья и отрыва от реальности».
Музыку к фильму написал Николай Комягин, фронтмен группы Shortparis, для которого эта работа стала первой в области музыки для кино.

## Критика
Кинокритик Никита Карцев в журнале «Искусство кино» написал, что в фильме «поражает лёгкость возвращения Меликян к бытовым интерьерам хрущёвки с характерными обоями и узнаваемыми социальными ролями её обитателей». Анастасия Гусева (Film.ru) отмечала, что «Меликян через жестокую, иногда пошловатую сатиру постепенно сужает внимание зрителей на трагедию маленького человека, которую не показывают на федеральном телевидении». По словам критика, «если „Русские сны“ давят на отвращение физического характера, то „Чувства Анны“ играют с „провинциальным стыдом“».
Валерий Кичин («Российская газета») назвал фильм «одной из самых содержательных кинопремьер». Кичин охарактеризовал роль Анны как «лучшую работу Анны Михайлковой, самой многоплановой и многокрасочной, самой глубокой и страшной по мерцательному смысловому ряду». Антон Долин (Meduza), назвал фильм «самобытным и своевременным», который «нашёл ту форму фантазирования, откровенную иного натурализма» и вместе с тем «вписывается в уважаемую мировую традицию». Денис Корсаков («Комсомольская правда») написал, что «режиссёр после бодрого первого часа фильма немного растекается мыслью по древу: подобно своей растерянной героине, не знает, куда идти и что делать». Корсаков положительно оценил актёрскую игру Анны Михалковой и Тимофея Трибунцева, а также операторскую работу Николая Желудовича и музыку группы Shortparis.
Юлия Шагельман («Коммерсантъ») писала, что «с месседжем „занимайтесь любовью, а не войной“ невозможно не согласиться, но когда зрителю выкрикивают его в лицо спустя два с лишним часа фильма, он уже не производит того эффекта, который изначально был задуман». Лидия Маслова («Фонтанка.ру») написала, что «угрюмая атмосфера фильма напоминает антиутопию, действие которой разворачивается на уже ставшем обыденностью пандемийном фоне».
Журналист «Литературной газеты» Александр Кондрашов опубликовал разгромную статью «Прощальный плевок инопланетянки. „Чувства Анны“ как итог бесчувствия». В своей статье он называл фильм, «показывающим, насколько его режиссёр далека от нынешней России и враждебна к ней»; в частности, он называл сцены обнажения «отвратительными, оскорбительными и унизительными» и охарактеризовал образ директора фабрики как «содержащий явную пропагандистскую подоплёку». В завершении своей статьи он добавил, что «фильм может понравится только кинокритикам, специалистам по антироссийской пропаганде и отъявленным ждунам».
Виктор Матизен выразил мнение, что «при своде месседжа к мантре „любите друг друга, не то всем крышка“, не стоило вносить в картину сюжет про заурядную женщину, случайно попавшую в центр внимания и не по своей воле вышедшую из него». По утверждению Матизена, в фильме «можно было разыграть в обыденных условиях и сделать интереснее, прописав мужских персонажей, оставленных в тени главной героини».

## Награды и номинации
Фильм был номинирован на премию «Ника» в двух категориях и на премию «Белый слон» в пяти категориях. Исполнительница главной роли Анна Михалкова была удостоена премии «Белый слон» за лучшую главную женскую роль а также премии «Золотой орёл» за лучшую женскую роль в кино. Группа Shortparis получила премию «Белый слон» за лучшую музыку к фильму.
| Награды и номинации | Награды и номинации               | Награды и номинации | Награды и номинации |
| Награда             | Категория                         | Номинант            | Результат           |
| ------------------- | --------------------------------- | ------------------- | ------------------- |
| Ника                | Лучший игровой фильм              | Анна Меликян        | Номинация           |
| Ника                | Лучшая женская роль               | Анна Михалкова      | Номинация           |
| Белый слон          | Лучший игровой фильм              | Анна Меликян        | Номинация           |
| Белый слон          | Лучшая главная мужская роль       | Тимофей Трибунцев   | Номинация           |
| Белый слон          | Лучшая главная женская роль       | Анна Михалкова      | Победа              |
| Белый слон          | Лучшая мужская роль второго плана | Олег Ягодин         | Номинация           |
| Белый слон          | Лучшая музыка                     | группа «Shortparis» | Победа              |
| Белый слон          | Лучшая работа художника           | Анна Стрельникова   | Номинация           |
| Белый слон          | Лучшая операторская работа        | Николай Желудович   | Номинация           |
| Золотой орёл        | Лучшая женская роль в кино        | Анна Михалкова      | Победа              |
| Белый квадрат       | Лучший кинооператор года          | Николай Желудович   | Номинация           |